# Richard Coudenhove-Kalergi
Richard Nikolaus Eijiro hrabia Coudenhove-Kalergi (ur. 17 listopada 1894 w Tokio, zm. 27 lipca 1972 w Schruns) – polityk austriacki, twórca paneuropeizmu.

## Życiorys
Był synem Henryka Jana Marii, dyplomaty austro-węgierskiego, i Japonki Mitsu Aoyamy. Jego prababką ze strony ojca była Maria Kalergis-Muchanow (ukochana Norwida), córka Tekli z Górskich herbu Nałęcz. Studiował filozofię w Monachium i Wiedniu, gdzie też doktoryzował się. Ożenił się z Żydówką Idą Roland, swego czasu wybitną aktorką.
W 1922 roku został przyjęty do wiedeńskiej loży masońskiej "Humanitas", po czym zakończył pracę dyplomatyczną i zajął się niezależnym pisaniem, w ramach którego rozpoczął wydawanie pisma „Paneuropa”, na łamach którego propagował utworzenie jednego państwa europejskiego. Głosił potrzebę zjednoczenia wszystkich państw europejskich „od Polski po Portugalię”, by stawić czoła wzmagającej presji Rosji na Europę. W 1923 wydał książkę Pan-Europa, będącą manifestem ruchu paneuropejskiego. Tezy te rozwinął w głównym dziele swojego życia, trzytomowej Walce o Paneuropę (1925-1928). W 1924 wydał książkę Idealizm praktyczny (niem. Praktischer Idealismus), w której przedstawił ideę europejskiego społeczeństwa wielokulturowego, związanego z migracją do Europy ludności Afryki i Azji, a owa migracja miałaby wzmocnić populację europejską intelektualnie i fizycznie. Jego idee stały się inspiracją dla Aristide Brianda, w jego mowie w Lidze Narodów 8 września 1929. Po anschlussie Austrii, Kalergi uciekł w 1938 do Francji, a w 1940 do USA. Tam wykładał na New York University, w 1944 wydał Krucjatę dla Paneuropy. W 1945 wrócił do Francji. Założył tu Europejską Unię Parlamentarną. Pod koniec życia przekazał stanowisko przewodniczącego Unii Paneuropejskiej Ottonowi von Habsburgowi.
U schyłku życia w 1971 roku stwierdził w wywiadzie telewizyjnym dla ARD, że tylko Szwajcaria jest państwem przygotowanym do demokracji, ponieważ tylko tu znajduje się zdroworozsądkowa większość wyborców. W pozostałych państwach demokratycznych większość nie kieruje się zdrowym rozsądkiem i istnieje niebezpieczeństwo wyboru demagogów. 
W 1950 został odznaczony jako pierwszy laureat Nagrodą Karola Wielkiego, a w 1966 Europejską Nagrodą Karola Ziomkostwa Sudeckoniemieckiego.

## Odznaczenia
- 1954 – Krzyż Oficerski Orderu Legii Honorowej (Francja)[4]
- 1962 – Wielka Srebrna Odznaka Honorowa na Wstędze za Zasługi (Austria)[5]
- 1966 – Wielka Wstęga Orderu Świętego Skarbu (Japonia)[6]
- 1966 –  Europejska Nagroda Karola Ziomkostwa Sudeckoniemieckiego
- 1970 – Krzyż Wielki Orderu Zasługi (Włochy)[7]
- 1972 – Wielki Krzyż Zasługi z Gwiazdą Orderu Zasługi (Niemcy)[8]

## Dzieła
- Heinrich Mann jako polityk | niem. Heinrich Mann als Politiker. In: Neue Freie Presse. Nr. 20570. Wien 4. Dezember 1921, S. 31–33
- Schlachta | niem. Adel, Verlag Der Neue Geist/Dr. Peter Reinhold, Leipzig 1922.
- Apologia techniki | niem. Apologie der Technik, Verlag Der Neue Geist, Leipzig 1922.
- Etyka i hiperetyka | niem. Ethik und Hyperethik, Verlag Der Neue Geist, Leipzig 1922.
- Arystokratyzacja ludzkości | niem. Die Aristokratisierung der Menschheit. Der Neue Geist, Leipzig 1922.
- Kryzys światopoglądu | niem. Krise der Weltanschauung., 1923. fr. La crise de la représentation du monde (bilingual)
- Pan-Europa, do młodzieży Europy | niem. Pan-Europa, der Jugend Europas gewidmet, 1923, 16. Tausend, Wien-Leipzig 1926.

- Europo, obudź się! | niem. Europa erwacht!, Wien 1923.
- Pacyfizm | niem. Pazifismus, 1924
- Pan-Europa i związek ludów | niem. Pan-Europa und Völkerbund, przemówienia na kongresie, Berlin 1924.
- Idealizm praktyczny. Szlachta - Technika - Pacyfizm (zbór pism) | niem. Praktischer Idealismus. Adel – Technik – Pazifismus (Sammelband der die Schriften Pazifismus, Adel und Apologie der Technik beinhaltet), Paneuropa-Verlag Wien-Leipzig 1925. fr. Idealisme pratique
- Ankieta: Czy sądzicie Państwo, że konieczne i możliwe jest stworzenie Stanów Zjednoczonych Europy? | niem. Rundfrage: Halten Sie die Schaffung der Vereinigten Staaten von Europa für notwendig? – Halten Sie das Zustandekommen der Vereinigten Staaten von Europa für möglich?, Paneuropa Verlag, Wien 1925.
- Walka o Paneuropę | niem. Kampf um Paneuropa, 3 Bände, 1925–1928.
- Bohater czy święty | niem. Held oder Heiligerr, 1927.
- Artykuł z okazji 80 urodzin G. Masaryka | Festschriftbeitrag Th. G. Masaryk zum 80. Geburtstag, Bonn 1930.
- Odejście od materializmu | niem. Los vom Materialismus, 1931.
- Stalin i spółka | niem. Stalin & Co., 1931.
- Brüning - Hiltler: rewizja polityki współdziałania | niem. Brüning – Hitler: Revision der Bündnispolitik, 1931.
- Historia antysemitizmu | ang. Anti Semitism Throughout The Ages, kontynuacja pracy ojca  Istota antysemityzmu | niem. Das Wesen des Antisemitismus, 1932.
- Nienawiść do Żydów dzisiaj | niem. Judenhass von heute, Paneuropa, 1935.
- Człowiek totalny - państwo totalne | niem. Totaler Mensch – Totaler Staat. Glarus: Paneuropa Verlag 1937.
- Nienawiść do Żydów! | niem. Judenhass!, 1937.
- Krucjata dla Paneuropy | eng. Crusade For Pan-Europe
- Narodowość europejska | niem. Die Europäische Nation, 1953.
- Idea podbija świat | eng. An Idea Conquers The World, 1954.
- Życie dla Europy, Wspomnienia | niem. Ein Leben für Europa, Lebenserinnerungen, 1966.
- Mocarstwo światowe Europa | niem. Weltmacht Europa, 1971.